# خارون

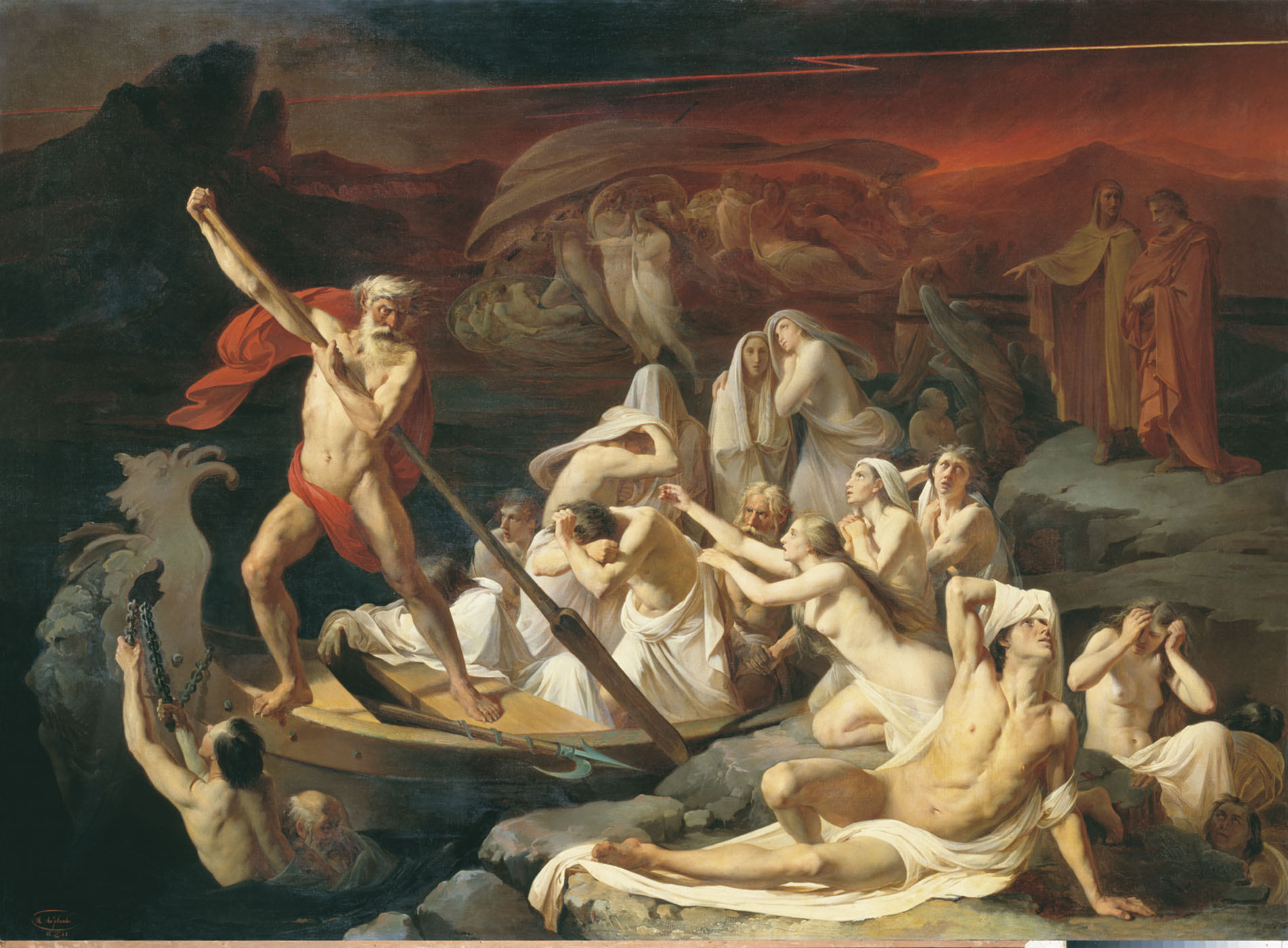
خارون في لوحة بريشة ألكساندر ليتوفتشينكو

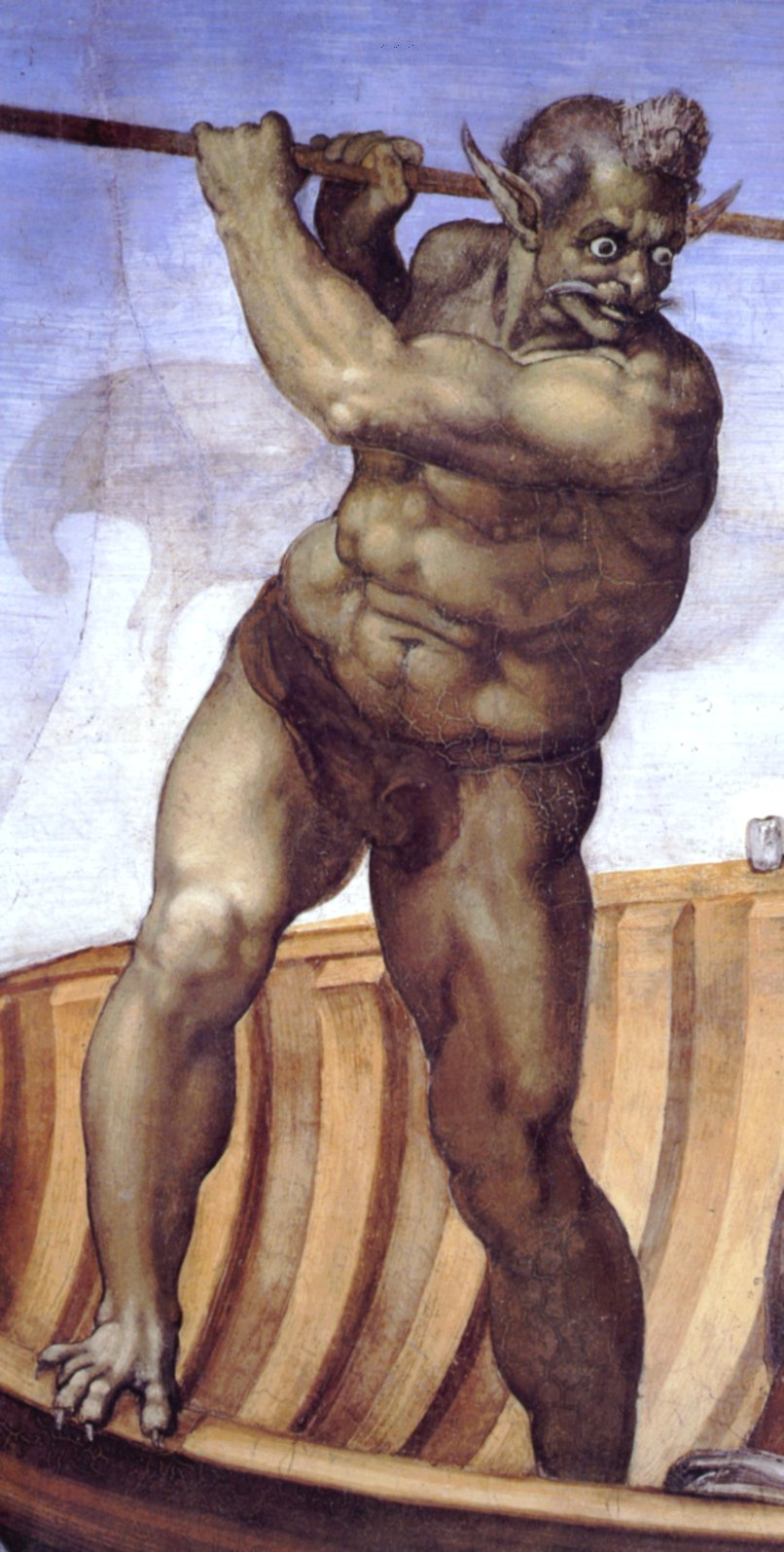
خارون كما صوره ميكل أنجيلو

خارون هو إحدى شخصيات الميثولوجيا الإغريقية وهو ابن إيريبوس ونيكس (الليل) وكان واجبه أن يعبر بقارب على نهر ستيكس (أو أخيرون) حيث تأتي أرواح الأموات الذين دفنوا لتوهم وفي المقابل يتلقى عملة موجودة في فم الجثث، ولا يحمل أحياء إلا فيما ندر. ولم يذكره بمهنته لا هوميروس ولا هسيود وعلى الأغلب فإن أصله مصري.
يصور خارون كعجوز كئيب متجهم، أما الإتروسكان فرأوه الجلاد في العالم الآخر وكان مسلحا بمطرقة عملاقة وكان يقرن مع مارس في قتلى المعارك، وأخيرا أصبح صورة للموت والعالم السفلي. وعندما اكتشف قمر يدور حول كوكب بلوتو سمي عليه.